# Davézieux
Davézieux ist eine französische Gemeinde mit 3181 Einwohnern (Stand 1. Januar 2022) im Département Ardèche in der Region Auvergne-Rhône-Alpes; sie gehört zum Arrondissement Tournon-sur-Rhône und zum Kanton Annonay-1.

## Bevölkerungsentwicklung
| Jahr                       | 1962 | 1968 | 1975 | 1982 | 1990 | 1999 | 2009 | 2016 |
| Einwohner                  | 1060 | 1191 | 1309 | 1776 | 2371 | 2629 | 2891 | 3135 |
| Quellen: Cassini und INSEE |      |      |      |      |      |      |      |      |

## Sport
Davézieux war am 13. Juli 2012 Zielort der 12. Etappe der Tour de France 2012. Sieger der Etappe wurde David Millar.

## Persönlichkeiten
- Davézieux ist der Herkunftsort von Pierre Montgolfier, Vater der Gebrüder.